# Phước Thành, Tuy Phước
Phước Thành là một xã thuộc huyện Tuy Phước, tỉnh Bình Định, Việt Nam.
Xã Phước Thành có diện tích 35,13 km², dân số năm 1999 là 9592 người, mật độ dân số đạt 273 người/km².

## Lịch sử
Ngày 24 tháng 8 năm 1981, Hội đồng Bộ trưởng ban hành quyết định số 41-HĐBT về việc chuyển xã Phước Thành thuộc huyện Phước Vân về huyện Tuy Phước mới tái lập quản lý.

## Hành chính
Xã Phước Thành được chia thành 4 thôn: Bình An 1, Bình An 2, Cảnh An 1, Cảnh An 2.